# Ivanauskiella
Ivanauskiella is een geslacht van vlinders van de familie tastermotten (Gelechiidae).

## Soorten
- I. psamathias (Meyrick, 1891)
- I. turkmenica Ivinskis & Piskunov, 1980